# 雨亭街道
雨亭街道是中国黑龙江省齐齐哈尔市讷河市下辖的一个街道。

## 行政区划
桥头溪乡下辖以下地区：
雨亭社区、兴业社区、卫东社区和文化社区。